# Alfred Pollak
Alfred Pollak (27. července 1886 Tříklasovice - ?) byl český malíř, grafik a architekt.

## Život
Narodil se v židovské rodině Jakuba a Růženy Pollakových. Architekturu vystudoval na Německé vysoké škole technické v Praze, pracoval jako konstruktér na střední technické škole (technische Hochschule) v Příbrami. Studium zakončil v roce doktorátem technických věd. Malířství studoval u Emila Orlika.

## Dílo

### Architektura
- 1928 - 1929 Administrativní budova čp. 1148, Praha 1 - Nové Město, Biskupský dvůr 5
- 1928 - 1929 Administrativní budova čp. 967, Praha 1 - Nové Město, Jindřišská 34
- 1929 dostavba budovy Malé scény Nového německého divadla (Kleine Bühne, Neues deutsches Theater in Prag) na Senovážném náměstí ve funkcionalistickém slohu, zbořené v roce 1999[3]

## Galerie

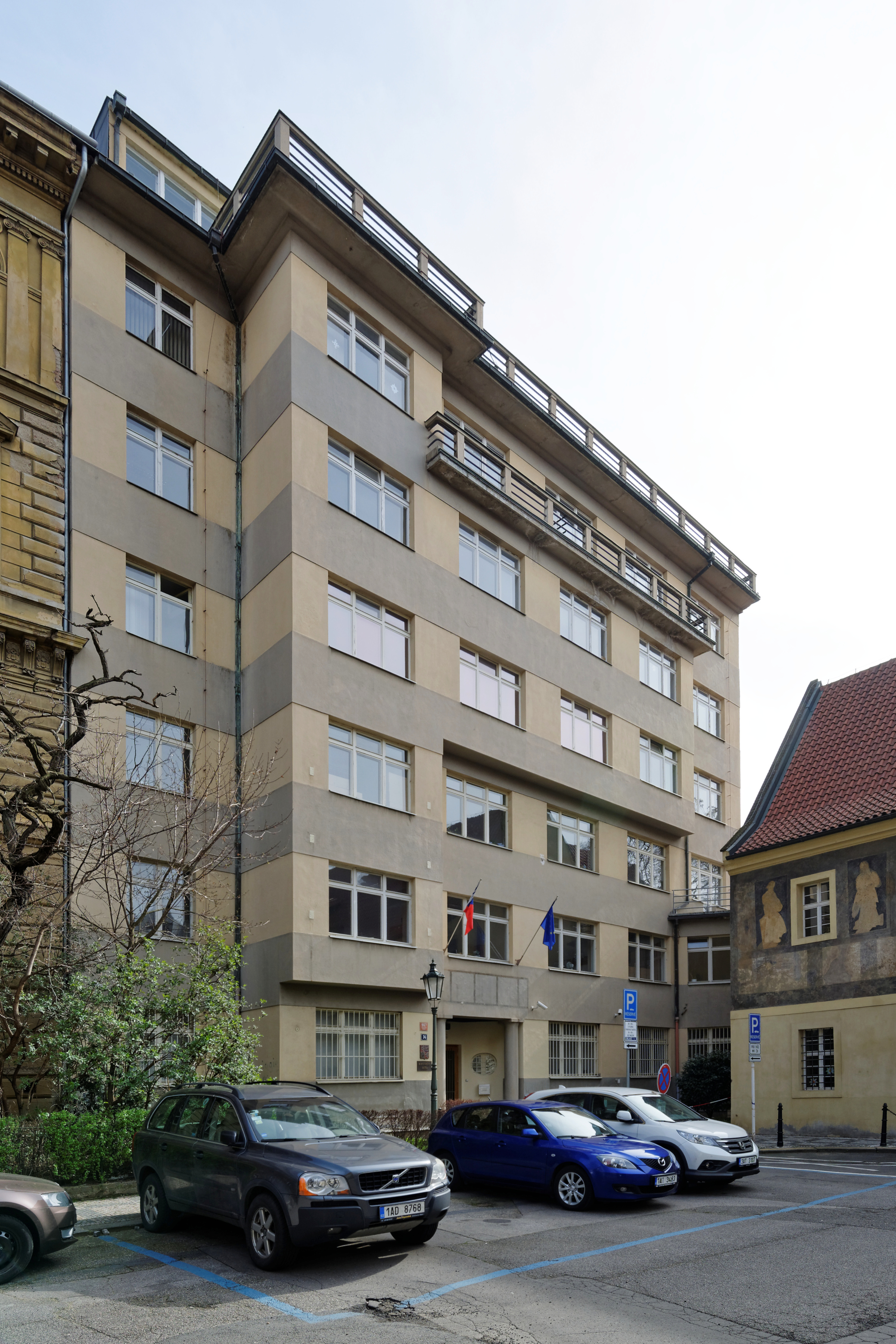
Alfred Pollak: Administrativní budova, Praha 1 - Nové Město, Jindřišská 34